# Christian Gmelin

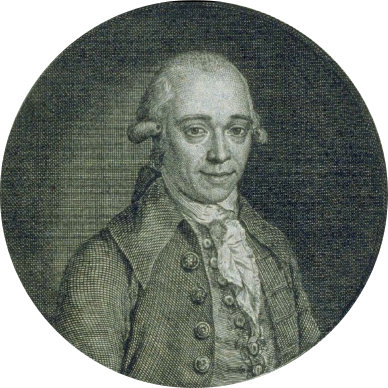
Christian Gmelin

Christian Gottlob Gmelin (12 oktober 1792 – 13 mei 1860) was een Duits scheikundige. 
Gmelin was in 1828 een van eersten die in staat was om de kleurstof ultramarijn te synthetiseren. 
In 1818 was hij de eerste onderzoeker die rapporteerde dat zouten van lithium, dat een jaar eerder was ontdekt, een helder rode kleur geven als ze in een vlam verhit worden. Hij slaagde er echter niet in het element uit de zouten te isoleren.